# Civitella Casanova
Civitella Casanova es un municipio situado en el territorio de la Provincia de Pescara, en Abruzos (Italia).

## Demografía
| Gráfica de evolución demográfica de Civitella Casanova entre 1861 y 2001 |
|                                                                          |
| fuente ISTAT - elaboración gráfica a cargo de Wikipedia                  |

- Datos: Q51358
- Multimedia: Civitella Casanova / Q51358

1. ↑  Worldpostalcodes.org, código postal n.º 65010.
2. ↑  «Codici Catastali». Comuni-italiani.it (en italiano). Consultado el 29 de abril de 2017.